# امکوکوتونی
امکوکوتونی یکی از شهرهای کشور تانزانیا و مرکز استان زنگبار شمالی می‌باشد.